# Église Saint-Firmin de Vignacourt
L'église saint Firmin de Vignacourt est une église située à Vignacourt, en France, dans le département de la Somme, au nord d'Amiens.

## Historique
L'église Saint-Firmin fut construite après la démolition de la collégiale Notre-Dame, édifice médiéval, en 1872. La construction de la nouvelle église Saint-Firmin fut confiée à l'architecte Victor Delefortrie de 1872 à 1878, le financement fut assuré par Isidore Godard-Dubuc (1791-1873), directeur des Bâtiments de la Couronne pendant le règne le Louis-Philippe Ier. Un cimetière entourait la Collégiale, Les ossements qui se trouvaient dans le cimetière entourant l'ancienne collégiale ont été ré-inhumés dans un grand caveau au milieu de l’allée centrale de la nouvelle église.

## Description
Église Saint-Firmin de Vignacourt a été construite en style néo-gothique. Contrairement à la collégiale, dont l'entrée était à l'ouest et le chœur à l'est, l'église actuelle est orientée est-ouest. Son entrée sur la route d'Amiens est en retrait de 4 m, sur la partie la plus avancée de l'ancienne église. L'édifice a été construit sur un plan basilical traditionnel avec une nef à bas-côtés, un transept et un chœur. L'édifice mesure 56 mètres de long sur 24 mètres de largeur.

### Extérieur
L'Église Saint-Firmin a été construite en pierre de vergelet à grain fin et en brique (briques violettes et moellons) provenant de l'ancienne collégiale ou des carrières avoisinantes.
La façade est percée de trois portails. Ceux des bas-côtés sont surmontés d'une rosace, le portail central est surmonté de deux hautes baies vitrées qui sont prolongées par la tour-clocher haut de 54 mètres, dont la toiture se termine en flèche recouverte d'ardoises.

### Intérieur

#### Groupe sculpté
L'église conserve un groupe sculpté en haut-relief en pierre polychrome représentant les Litanies de la Vierge haut de 120 cm et large de 45, daté du milieu du XVIe siècle, il est classé monument historique au titre d'objet depuis le 20 septembre 1982.

#### Maître-autel
Le maître-autel de l'atelier lillois Buisine-Rigot, le tabernacle, le retable, ainsi que la chaire à prêcher datant de 1880 sont classés monuments historiques au titre d'objet depuis le 20 septembre 1982.

#### Orgue de tribune
L'orgue provient de l'ancienne église, il était l'œuvre de Joseph Merklin et fut offert en 1872 par Isidore Godart-Dubuc. En 1886, Salomon Van Bever  remonta l'orgue dans la nouvelle église et l'augmenta. En 1986, Robert Camus réharmonisa l'instrument et en modifia la composition : l'orgue passa d'une esthétique romantique à une esthétique néo-baroque.

## Photos

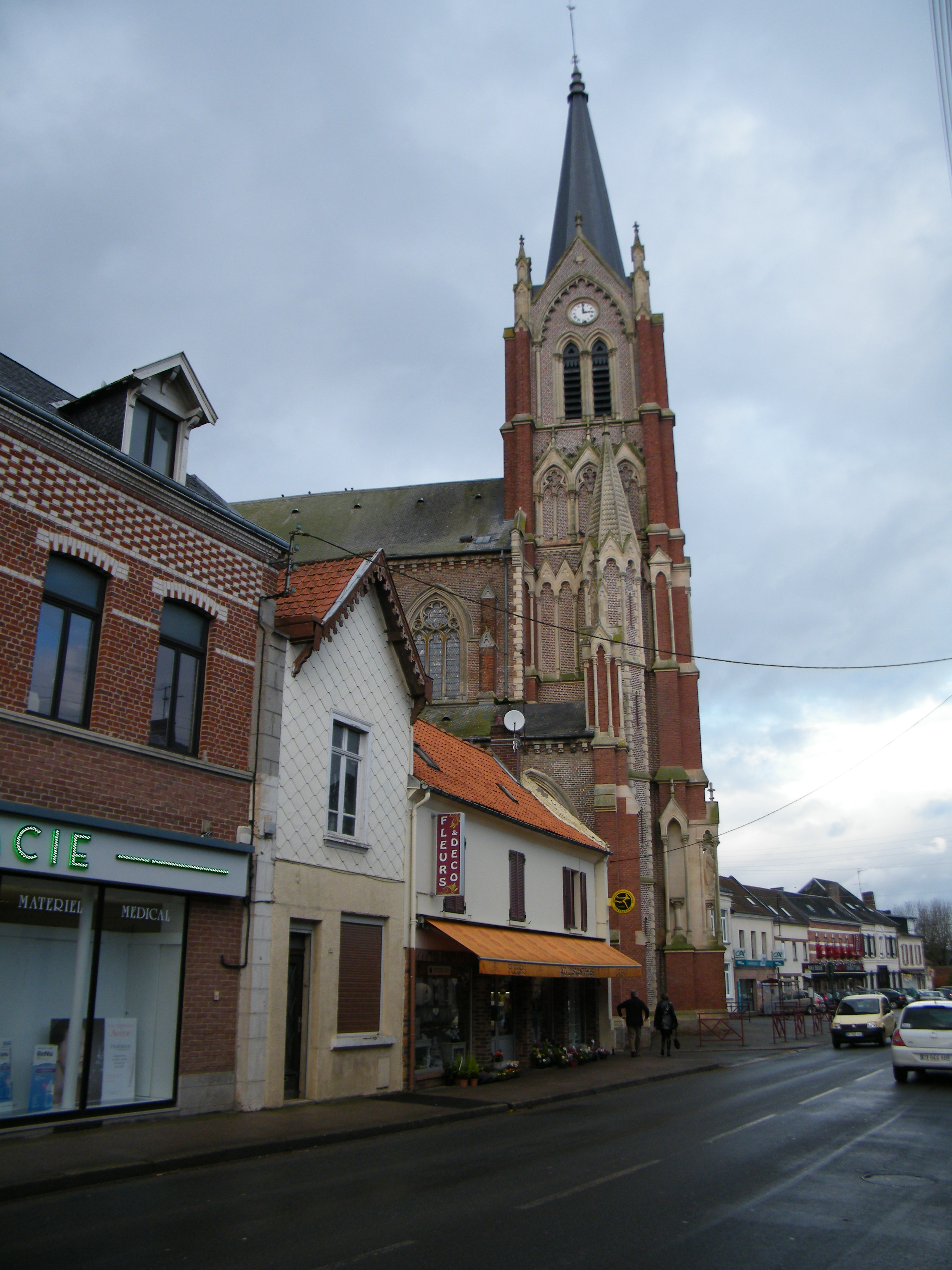
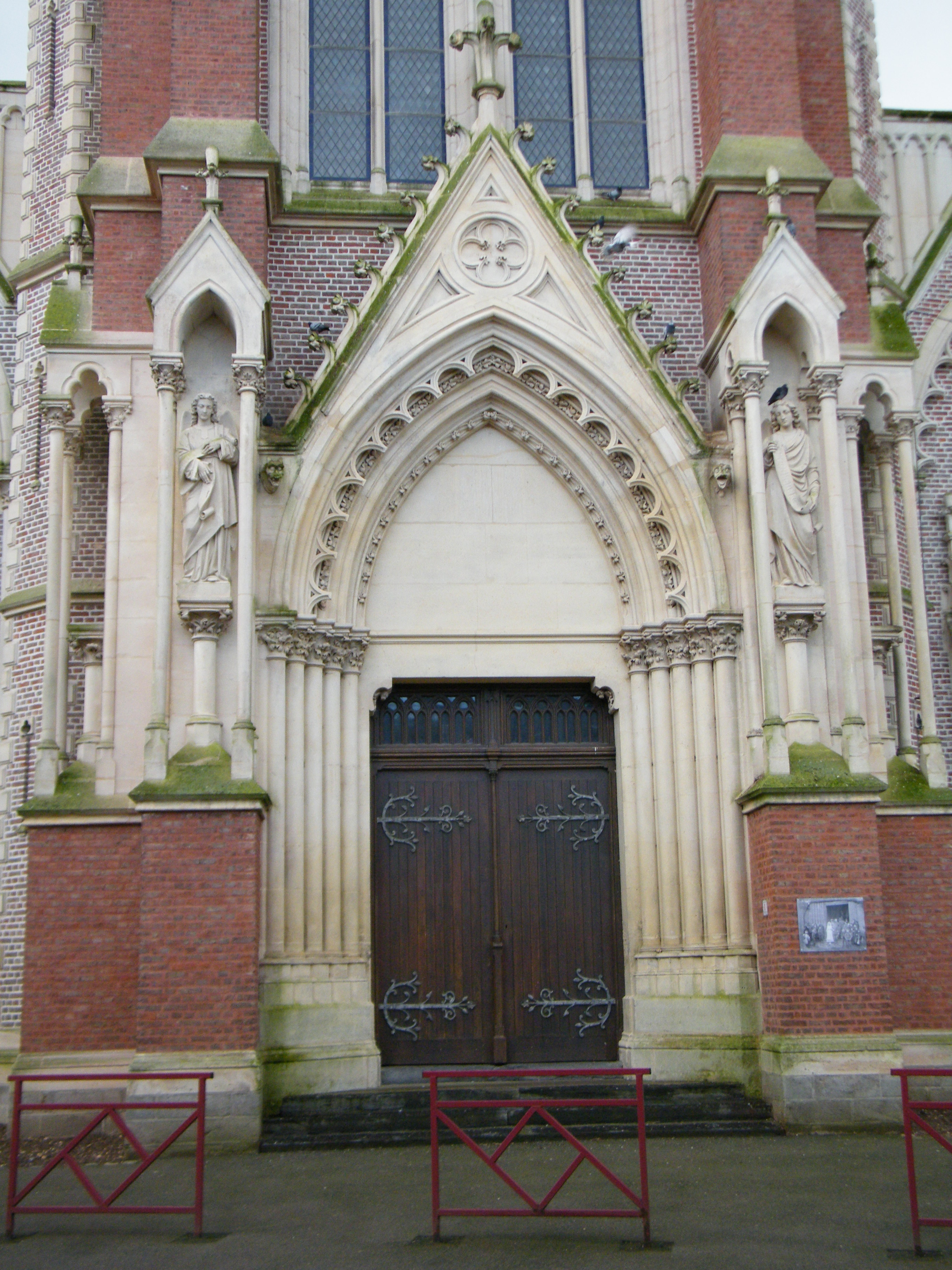